# Cricotopus lygropis
Cricotopus lygropis är en tvåvingeart som beskrevs av Edwards 1929. Cricotopus lygropis ingår i släktet Cricotopus och familjen fjädermyggor. Arten är reproducerande i Sverige. Inga underarter finns listade i Catalogue of Life.